# Кевін Ніколс
Кевін Ніколс (англ. Kevin Nichols, 4 липня 1955) — австралійський велогонщик.
Олімпійський чемпіон 1984 року в командній гонці переслідування, учасник 1976, 1980 років.
Переможець Ігор Співдружності 1982 (командна гонка переслідування) 1982 (скретч на 10 миль), 1978 (командна гонка переслідування) років, срібний призер 1974 року в командній гонці переслідування.